# Chrysodema cyanicollis
Chrysodema cyanicollis es una especie de escarabajo del género Chrysodema, familia Buprestidae. Fue descrita científicamente por Kerremans en 1900.